# Roswell-Zwischenfall
Als Roswell-Zwischenfall oder Roswell-(UFO-)Ereignis (engl. Roswell [UFO] incident) wird seit 1980 der Absturz eines angeblich außerirdischen unbekannten Flugobjekts (UFO) im Juni oder Juli 1947 in der Nähe der Kleinstadt Roswell im US-Bundesstaat New Mexico bezeichnet. Vielfach wird einfach der Ortsname dafür verwendet. Skeptiker sprechen vom Roswell-Mythos oder der Roswell-Legende.
Die UFO-Theorie stammt aus Presseberichten über eine „fliegende Untertasse“ vom 8. Juli 1947, deren Fund die United States Army gemeldet hatte. Diese erklärte dazu am selben Tag, bei Roswell gefundene Trümmer gehörten zu einem abgestürzten Wetterballon mit einem Radarreflektor. Der Fall erhielt zunächst jedoch keine besonders große Aufmerksamkeit und geriet nach Juli 1947 schnell wieder in Vergessenheit.
Charles Berlitz und William L. Moore machten den vergessenen Vorfall mit ihrem Buchtitel als Roswell-Zwischenfall 1980 weltweit bekannt. Sie verbreiteten die Verschwörungstheorie, die US-Regierung habe damals ein außerirdisches Raumschiff und Leichen außerirdischer Lebewesen (Aliens, siehe dazu auch Grey) gefunden, heimlich untersucht und halte sie bis heute versteckt. Dem folgten viele weitere Bücher und Filme mit zahlreichen Varianten zu diesem Thema. Der Roswell-Zwischenfall entwickelte sich in den 1990er-Jahren zum bekanntesten angeblichen UFO-Vorfall weltweit, ging in die Popkultur ein und wurde zum Anknüpfungspunkt für zahlreiche Science-Fiction-Geschichten. Einen weiteren Popularitätsschub bekam das Thema 1995 durch die Veröffentlichung des Santilli-Films, der eine angebliche Alien-Obduktion in Roswell zeigt, sich aber bald als Fälschung herausstellte.
Im Jahre 1994 deckten mehrere Autoren und die US Air Force (USAF) auf, dass die Trümmer von kombinierten Ballons mit Schallsensoren stammten, deren Eignung zum Aufspüren sowjetischer Atomtests 1947 in Alamogordo, New Mexico, unter strengster Geheimhaltung getestet worden war (Projekt Mogul). Ein zweiter USAF-Bericht von 1997 überprüfte Zeugenaussagen zu Aliens und führte aus, sie seien haltlos, erfunden oder durch Fallschirmpuppen angeregt worden.

## Ereignisse im Juni/Juli 1947
Seit dem 24. Juni 1947 berichteten viele US-Medien über Sichtungen von unbekannten Flugobjekten. Der Pilot Kenneth Arnold hatte diese Medienberichte mit seinen Angaben ausgelöst, er habe bei einem privaten Erkundungsflug nahe dem Mount Rainier im Bundesstaat Washington eine Formation von neun fliegenden Objekten gesehen, deren schnelle Fortbewegung wie die über das Wasser hüpfender Untertassen ausgesehen habe. Er veranlasste damit die Wortschöpfung „fliegende Untertasse“.
Die Ereignisse von 1947 bei Roswell werden je nach Quelle verschieden, in den Hauptpunkten jedoch übereinstimmend dargestellt. Am 14. Juni 1947 fand der Rancher William (Mac) Brazel verstreute Trümmer auf der Foster Ranch (etwa 105 km nordwestlich von Roswell). Anfang Juli erfuhr Brazel in Corona von Gerüchten über unbekannte Flugobjekte. Daraufhin informierte er am 7. Juli 1947 den Sheriff von Roswell über seinen Fund, der diese Information dem Roswell Army Air Field (RAAF, lokaler Stützpunkt der US-Armee) telefonisch übermittelte. Zwei Armee-Angehörige untersuchten die Trümmer auf der Ranch, sammelten sie ein und sandten sie für weitere Analysen an den Armeestützpunkt in Fort Worth, Texas. Das RAAF teilte den Fund den lokalen Medien mit.

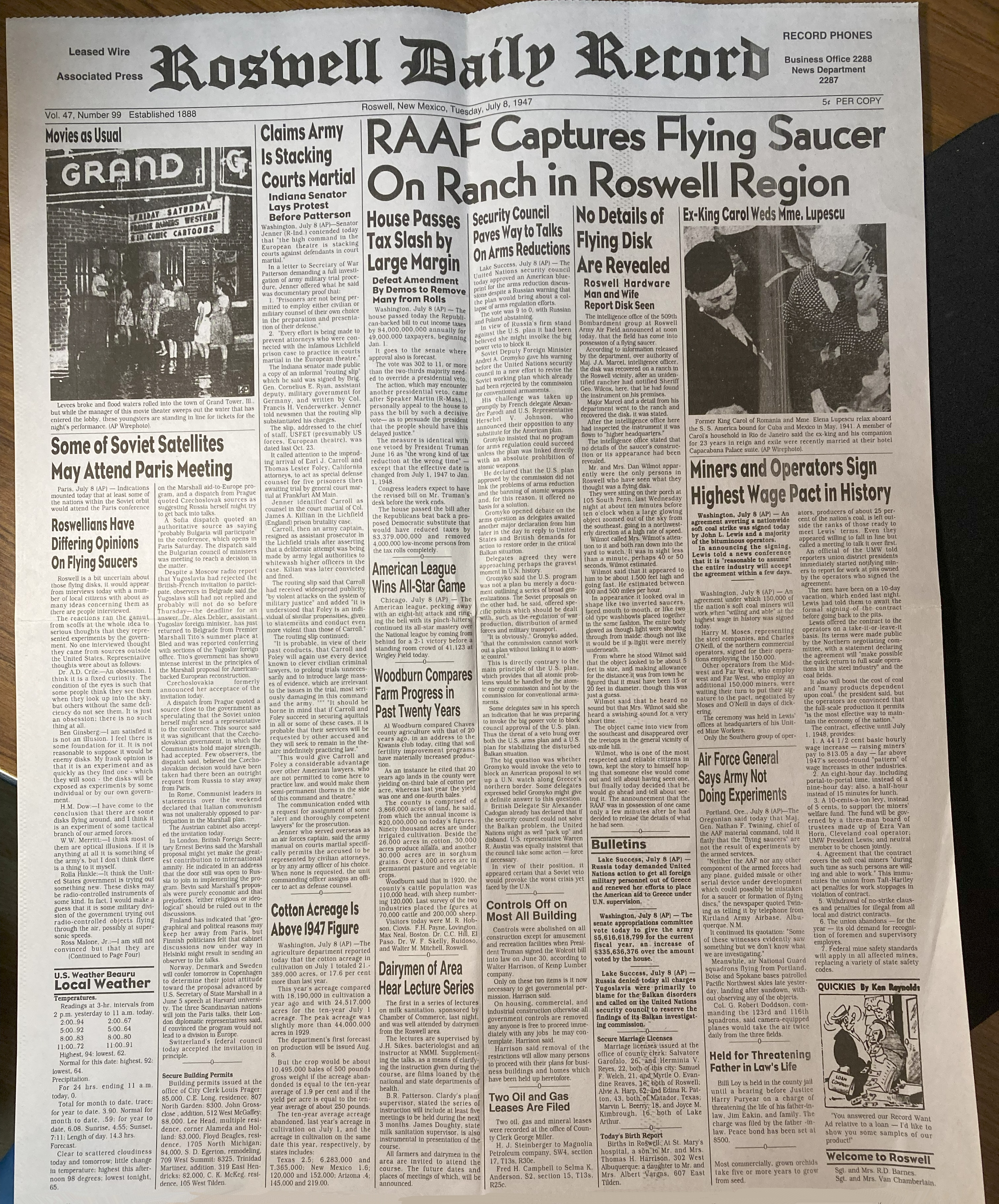
Roswell Daily Record: Titel vom 8. Juli 1947

Am 8. Juli 1947 erschien die Lokalzeitung Roswell Daily Record mit der Schlagzeile „RAAF erbeutet fliegende Untertasse auf einer Ranch in der Gegend von Roswell“ auf der Titelseite: Das RAAF habe bekannt gegeben, es besitze eine „fliegende Untertasse“, die auf einer Ranch gefunden worden sei. Details zu deren Konstruktion und Aussehen habe es nicht mitgeteilt. Ein Ehepaar habe am 2. Juli 1947 offenbar als einzige Bürger Roswells 40 bis 50 Sekunden lang ein großes glühendes Objekt am südöstlichen Himmel beobachtet, das sich mit hohem Tempo nach Nordwesten bewegt habe.
Nachdem viele US-Medien gemeldet hatten, die US-Armee habe bei Roswell eine fliegende Untertasse gefunden, erklärten General Roger Ramey und ein Wetterexperte der Armee auf einer Pressekonferenz am Nachmittag des 8. Juli 1947 in Fort Worth: Die Trümmer seien Teile eines abgestürzten Wetterballons für Windmessungen in großer Höhe. Er sei wie bei diesem Modell üblich mit einem Raywin-Radarreflektor ausgerüstet gewesen, der aus dicker, mit Folie überzogener Pappe bestanden habe. Ramey erlaubte den Journalisten, Trümmerteile zu fotografieren. Am 9. Juli 1947 berichtete der Roswell Daily Record unter dem Titel „General Ramey entleert die Roswell-Untertasse“ darüber, die Aufregung über eine angebliche fliegende Untertasse sei unbegründet gewesen.
In einem Interview dieser Ausgabe beschrieb Brazel die gefundenen Trümmer als graue Gummistreifen, Aluminiumfolie, dickes Papier mit einigen Ösen, Stöcke und Klebeband mit aufgedruckten Blumenmustern; einige Trümmerteile seien mit Buchstaben beschriftet gewesen. Irgendwelche Metall- und Maschinenteile, Draht oder Schnüre habe er nicht darunter gesehen. Er, seine Frau und Tochter hätten viele dieser Trümmer am 4. Juli eingesammelt. Den Rest hätten der Sheriff, der US-Soldat Jesse Marcel und ein Begleiter am 7. Juli eingesammelt und dann bei ihm zu Hause vergeblich zusammenzubauen versucht. Er schätze das Gesamtgewicht der Trümmer auf fünf Pfund. Er sei sicher, dass sie nicht zu einem Wetterballon gehörten, da er einen solchen früher zweimal auf seinem Gelände gefunden habe. Aber solange es keine Bombe sei, werde er so einen Fund künftig schwerlich bekanntgeben.
Danach ebbte das Medieninteresse an dem Vorfall ab und er blieb 30 Jahre lang unbeachtet.

## UFO- und Alien-Theorien

### BuchDer Roswell-Zwischenfall
Die Ufologen Stanton T. Friedman und William Moore befragten den US-Soldaten Jesse Marcel 1978 und 1979 mehrmals für ein geplantes Buch zu dem Ereignis von 1947 bei Roswell. Zuerst erinnerte Marcel sich nicht daran, dann beschrieb er detailliert die Trümmer: Einige Streben seien aus sehr hartem, aber flexiblem, nicht brennbarem Material gewesen, das Balsaholz geähnelt habe. Manche seien mit unlesbaren Schriftzeichen bedruckt gewesen. Große Mengen einer sehr festen, braunen Art Pappe seien dabei gewesen. Die dünne, aber reißfeste Folie habe aus einem ihm unbekannten Metall bestanden, das vom Knittern keine sichtbaren Spuren davontrug. Sein Begleiter Cavitt habe eine schwarze Metallbox gefunden. General Ramey habe der Presse am 8. Juli 1947 nur unwichtige oder nicht originale Teile gezeigt und ihm auferlegt, darüber zu schweigen. Der Zeitschrift The National Enquirer erklärte Marcel, die echten Trümmer seien „nicht von dieser Erde“ gewesen.
Diese und weitere Zeugenaussagen gingen in das Buch The Roswell Incident von 1980 ein, das die Vertuschung eines UFO-Fundes durch die US-Armee behauptete. Es machte das Ereignis als „Roswell-Zwischenfall“ weithin bekannt und erwähnte erstmals auch tote Außerirdische: Der 1951 verstorbene Zeuge Barny Barnett, von dem Friedman aus zweiter Hand erfuhr, habe Freunden vor seinem Tod erzählt, er habe auf der Ebene San Agustin eine UFO-Absturzstelle mit mehreren kleinen toten Körpern gesehen. Militärpolizisten hätten ihn anschließend weggeschickt und ihm befohlen, über seine Beobachtung zu schweigen.

### Aliens
Seither erschienen zahlreiche weitere Bücher mit Aussagen weiterer Zeugen und zusätzlichen Details zu dem Ereignis. Bei allen Unterschieden gehen sie gemeinsam davon aus, dass mindestens ein außerirdisches Raumschiff mit Aliens bei Roswell abgestürzt sei. Die US-Regierung verberge dies seit 1947 mit Desinformation, Ignorieren oder Verhöhnen von Augenzeugen und Gewaltandrohungen gegen sie vor der Öffentlichkeit.
Das Center for UFO Studies (CUFOS) beauftragte 1988 eine Gruppe, die Absturzstelle zu finden und zu untersuchen. Friedman befragte 1989 den Leichenbestatter Glenn Dennis aus Roswell. Dieser sagte aus, ein Armeevertreter habe ihn am 9. oder 10. Juli 1947 telefonisch nach Vorräten an luftdicht versiegelbaren Kindersärgen gefragt. Eine Krankenschwester des Armeehospitals habe ihm erzählt, sie habe an der Autopsie seltsamer, kleiner kindähnlicher Leichen mitgewirkt. Danach habe man ihr das Verlassen des Hospitals befohlen.
Im Jahre 1989 sendete die US-Fernsehserie Unsolved Mysteries eine Folge zur Rekonstruktion der Vorfälle bei Roswell. Darauf meldete sich der Hobbygeologe Gerald Anderson und behauptete, er habe drei tote Aliens unter dem abgestürzten UFO gesehen und einen lebenden Alien, der sich den Toten genähert habe. Dann habe ihn die Militärpolizei vertrieben. Der frühere Soldat Frank Kaufmann erklärte 1989, er habe 1947 als Mitglied eines Suchtrupps des Militärs in einiger Entfernung von Brazels Ranch ein intaktes UFO, halb begraben im Sand und mit mehreren toten Aliens, gesehen. Die Ufologen Donald Schmitt und Kevin Randle gaben 1991 das Ergebnis des CUFOS-Auftrags als Buch heraus (UFO Crash at Roswell). Sie behaupteten, die Regierung habe alle Trümmer eingesammelt, die Absturzstelle gesäubert, besitze mehrere Leichen von Aliens und halte dies geheim.
Friedman und Don Berliner veröffentlichten 1992 das Buch Crash at Corona, das die UFO-Theorie anhand der neuen Zeugenaussagen erweiterte: Während ein abgestürztes UFO bei Brazels Ranch in der Luft explodiert und zerstört worden sei, sei ein zweites abgestürztes UFO bei Corona fast intakt geblieben. Das Roswell-Ereignis gewann ein Eigenleben, indem immer neue Zeugen auftauchten und Details hinzufügten, die den Aussagen anderer widersprachen. Philip J. Klass und andere Autoren zeigten die Widersprüche auf.
Am 28. August 1995 strahlte der US-Sender Fox News den Film Alien Autopsy: Fact or Fiction? (bekannt als Santilli-Film) aus. Er zeigt auf Schwarzweißbildern Männer in Ärztekitteln, die einen leblosen, nichtmenschlichen Körper untersuchen und an seinen Innereien operieren. Produzent Ray Santilli gab an, er habe den Film von einem ehemaligen Kameramann des US-Militärs erworben, der ihn 1947 zur internen Dokumentation gedreht habe. 2006 erklärte der Brite John Humphreys, Spezialist für filmische Spezialeffekte, er habe auf Wunsch von Santilli eine Alien-Puppe aus Latex für den Film modelliert und damit das Wesen nachgebildet, das er auf den sich auflösenden Originalaufnahmen gesehen zu haben glaube. Der Film sei erst 1995 gedreht worden und er habe darin mitgespielt. Der Film gilt seitdem als erwiesene Fälschung und wird auch von Ufologen abgelehnt.
Im Jahre 1997 behauptete Philip J. Corso in seinem Werk The Day After Roswell, er habe als früherer Leiter der „Abteilung Ausländische Technologie“ der US Army Trümmer von einem außerirdischen Wrack aus Roswell verwaltet. Technologie aus diesem Absturz sei gezielt US-Firmen zugeführt worden, um die Weiterentwicklung irdischer Technologie zu fördern. Corsos Behauptungen sind unbewiesen und werden allgemein abgelehnt. Die britische Tageszeitung The Guardian wählte sein Buch 2001 unter die Top 10 der literarischen Lügen.

## Untersuchungsberichte

### Projekt Mogul
UFO-Anhänger verlangten seit 1990 mit einer Petition („Die UFO-Erklärung“) die Freigabe aller vermuteten Akten zu UFOs und außerirdischem Leben von der US-Regierung. Im Januar 1994 beauftragte Steven Schiff, Abgeordneter eines Distrikts New Mexicos im US-Repräsentantenhaus, das General Accounting Office (GAO), den verbreiteten Vorwürfen einer Vertuschung des Roswell-Ereignisses durch die US-Armee nachzugehen. Er erfuhr, dass Roswell in dem Project Blue Book nicht vorkam, mit dem die USAF von 1947 bis 1969 intern die Faktenbasis tausender UFO-Meldungen überprüft hatte. Deshalb beantragte er eine öffentliche Anhörung zum Umgang des US-Verteidigungsministeriums mit Dokumenten zu Wetterballons, unbekannten Fluggeräten und Abstürzen, um die Fakten zu dem Vorfall von 1947 aufzuklären. Daraufhin spürte ein Forschungsteam der USAF sämtliche Behördenakten auf, die mit dem Vorfall 1947 zu tun hatten, und hob jede Geheimhaltungspflicht dazu auf. Der daraus entstandene Untersuchungsbericht wurde dem GAO am 27. Juli 1994 übergeben und veröffentlicht.
Der Bericht stellte fest, dass die von Brazel gefundenen Bruchstücke, die von General Ramey erlaubten Fotografien und die fliegende Scheibe, die ein Telegramm des FBI vom 8. Juli 1947 erwähnt hatte, sich alle auf ein hexagonal geformtes Radarziel bezogen, das mit einem Kabel an einem Ballon von etwa 20 Fuß (7 Meter) Durchmesser befestigt gewesen war und in großer Höhe als Radarreflektor wirken sollte. Auch die in eidesstattlichen Erklärungen festgehaltenen Beobachtungen einiger Augenzeugen stimmten damit überein. Dieser Ballontyp sei jedoch anders als damals behauptet kein gewöhnlicher Wetterballon gewesen, sondern habe zu einem Projekt Mogul gehört, das dem höchsten Geheimhaltungsgrad Top Secret A-1 unterlag (so wie das Manhattan-Projekt). Dabei wurden im Juni und Juli 1947 konstant in der Tropo- und Stratosphäre fliegende Ballonzüge darauf getestet, ob man mit ihren Radarreflektoren Schallwellen von sowjetischen Atomtests akustisch auffangen könne. Sie sollten die Schockwellen von Raketen messen, die die Schallmauer durchbrochen hatten, um so auch die mögliche Zündung einer sowjetischen Atombombe festzustellen.
Laut Zeugenaussagen einiger am Projekt Mogul beteiligter Ingenieure, vor allem des Projektleiters Charles B. Moore, gehörten die von Brazel am 14. Juni 1947 entdeckten Trümmer zum Testflug Nr. 4 eines Ballonzuges, der am 4. Juni gestartet und nahe der Foster-Ranch als vermisst gemeldet worden war. Moore rekonstruierte dessen Flugbahn in Südwest-/Nordost-Richtung bis zum Ort Arabela (etwa 27 km von der Foster-Ranch entfernt). Er räumte ein, dass das US-Militär den Absturz dieses Ballonzugs 1947 vertuscht hatte, um das Projekt streng geheim halten zu können. Darum habe General Ramey den Fund am 8. Juli 1947 als Reste eines normalen Raywin-Wetterballons präsentiert und der Presse ablenkende Berichte gegeben. Für andere Erklärungen der Trümmer, besonders für die UFO-Theorien, gebe es in den erhaltenen Akten keinerlei Anhaltspunkte.
Unabhängig voneinander identifizierten auch Robert Todd und Karl Pflock die bei Roswell gefundenen Trümmer mit dem Projekt Mogul. Pflock veröffentlichte diese These 1994 noch vor Abschluss des USAF-Berichts. Danach entsprachen die von Brazel 1947 beschriebenen Trümmer einem Zug aus Neopren-Ballons mit daran befestigten Radarreflektoren mit einer Seitenlänge von jeweils etwa einem Meter. Weil das Team des Projekts Mogul in New Mexico erst Ende Mai 1947 seine streng geheime Arbeit begonnen hatte, hatte zuvor niemand ähnliche Trümmerteile gefunden. Keiner der am Fund Beteiligten kannte diese Art Ballons und wusste von ihrer Existenz. Die Reflektoren waren als Flugdrachen konstruiert; die unlesbaren Schriftzeichen stellten sich als Blumenmuster heraus, die eine Kinderspielzeugfirma auf das für die Flugdrachen verwendete Klebeband aufgedruckt hatte. Sie waren bei der wetterbedingten Ablösung des Klebstoffs auf die Balsaholzstreben abgefärbt.
Der Abschlussbericht der GAO vom 28. Juli 1995 kritisierte, dass die Armee entgegen damaliger Vorschriften keinen Bericht zum Absturz bei Roswell aufbewahrt hatte und nicht feststellen konnte, wer etwaige Berichte darüber zerstört habe. Es seien nur zwei Dokumente von 1947 dazu gefunden worden:
1. Das FBI-Telegramm zeige, dass die Armee dem FBI den Fund eines Wetterballons mit einem metallischen Radar-Reflektor gemeldet hatte.
2. Ein Bericht der Air Force habe den Fund einer fliegenden Scheibe vermerkt, die das Militär später einem radar-aufspürenden Ballon zugeordnet habe.[22]

### Testpuppen
Der erste USAF-Bericht von 1994/95 war nicht auf Zeugenaussagen zu angeblichen Aliens eingegangen. Auf die Kritik daran reagierte der zweite USAF-Bericht von 1997: Spätere Zeugen hätten anthropomorphe Testpuppen, später als Crashtest-Dummy bekannt, für tote Aliens gehalten und mit dem Roswellereignis verknüpft. Der erste Hauptteil führte aus: Solche Puppen habe die USAF in New Mexico von 1953 bis 1959 regelmäßig von Ballons aus großer Höhe abgeworfen, um Freifallverhalten und Fallschirme für künftige menschliche Absprünge zu testen. Suchteams des Militärs hätten die gelandeten Puppen in Zusammenarbeit mit lokalen Behörden und Bürgern eingesammelt. Manche habe man erst Jahre später gefunden. Viele seien beim Aufprall erheblich beschädigt worden und hätten Glieder, darunter auch Finger, verloren. Sie seien in sargähnlichen Holzkisten, einige auch in schwarz-silbernen Überzügen zu Militärlaboratorien geflogen worden, um dort ihre Messdaten auszuwerten. Solche Puppen seien nahe den drei Absturzstellen der UFO-Literatur zu Roswell gelandet. Ihr Aussehen stimme mit wesentlichen Zeugenaussagen dazu überein. Einige Zeugen hatten die angeblichen Alienkörper selbst für Dummys gehalten und damit verglichen.
Vertreter von UFO-Theorien sahen ihre Annahme eines großangelegten Täuschungsmanövers des US-Militärs durch den Bericht eher noch bestätigt. Auch unabhängige Kritiker hielten es für unwahrscheinlich, dass Zeugen spätere, über ein Jahrzehnt vorgekommene Abstürze von Testpuppen mit einem Einzelereignis von 1947 verwechselt hätten. Bei einer Umfrage im Jahre 1997 sagten annähernd zwei Drittel von 1024 befragten erwachsenen US-Bürgern aus, sie glaubten an ein 1947 bei Roswell verunglücktes UFO. Auf eine Umfrage im März 2013, ob sie glaubten, dass ein UFO in Roswell verunglückt sei und die Regierung dies verheimliche, antworteten von 1247 US-Bürgern 21 Prozent mit Ja, 47 Prozent mit Nein und 32 Prozent antworteten, sie seien nicht sicher.

## Rezeption in Popularkultur

### Tourismus
Der Roswell-Zwischenfall wurde zu einem festen und wesentlichen Bestandteil vieler UFO-Chroniken und fiktiver Geschichten. Der UFO-Tourismus wurde eine bedeutende Einnahmequelle für viele Einwohner von Roswell. Es gibt dort mehrere angebliche Absturzstellen, die gegen Eintrittsgeld besichtigt werden können, außerdem Alien-Museen, Festivals und Kongresse, darunter das 1991 gegründete International U.F.O. Museum and Research Center. Dessen erster Präsident war Glenn Dennis.

### Filme
Angebliche UFO-Abstürze bei Roswell wurden in vielen Fernsehsendungen und -serien und einigen Kinofilmen thematisiert. Diese trugen erheblich zur Verbreitung des Roswell-Zwischenfalls als integralem Bestandteil des UFO-Glaubens bei. Oft gingen die Genres Dokumentarfilm, Mystery, Fantasy und Science Fiction dabei ineinander über. Manche Filme bauten den Roswell-Zwischenfall in ihre fiktive Handlung ein, andere spielen darauf an. Aliens wurden oft mit klischeehaften Merkmalen dargestellt, die an Zeugenaussagen zum Roswell-Ereignis anknüpfen. Diese lieferten der Filmindustrie in den USA seit 1947 einen festen Satz an dramaturgischen und optischen Motiven mit Wiedererkennungswert, die in das damals entstehende Science-Fiction-Genre eingingen. Zu diesen Roswell-Regeln zählt Toby Smith 

„[…] kleinwüchsige, humanoide, graue Aliens mit großen Köpfen und mandelförmigen, dunklen Augen, eine Alien-Invasion, Radarschirme, Militäreingriffe, Männer in weißen Laboranzügen […] sowie eine Moral: Solange die Regierung ein Ereignis bestreite, habe der Mensch Hoffnung. Hoffnung, dass etwas geschah und aufgedeckt wird. Und hoffen, dass diese Vertuschung niemals wirklich aufgedeckt werde, weil Menschen etwas zum Fantasieren bräuchten, und sei es nur zum Preis einer Kinokarte.“

Kinofilme
- Roswell (Jeremy Kagan, USA 1994)
- Roswell (Bill Brown, USA 1994, Kurzfilm)
- Roswell 1847 (Ian Paterson, Großbritannien 2007)
- Roswell FM (Stephen Griffin, USA 2013, Komödie)

Fernsehfilme und -serien
- Unsolved Mysteries (Serie mit Folge zu Roswell: USA 1989)
- Roswell: The U.F.O Coverup (Randle/Schmitt, USA 1994; deutsch: Roswell – Ufoabsturz über New Mexiko)
- Visitors – Besucher aus einer anderen Welt (Fernsehfilm, USA 1994)
- Alien Autopsy: Fact or Fiction? (Fox, USA 1995); Alien Autopsy (Fox, USA 2006)
- The Roswell Incident (Tim Shawcross, USA 1995)
- The Roswell Crash: Startling New Evidence (History Channel, USA 1997)
- Roswell Top Secret (Dan Goldman, 1998)
- Six Days in Roswell (Timothy B. Johnson, USA 1998)
- Roswell: The Aliens Attack (Brad Turner, Kanada 1999)
- Roswell (Jason Katims, 61 Folgen, USA/D 1999–2002)
- Taken (Steven Spielberg, 10 Folgen, USA 2002)
- Roswell Conspiracies: Aliens, Myths and Legends (Serie, Dan Fawcett und andere, USA 1999)[32]
- Encounters with the Unexplained, Folge Nr. 3: What really happened at Roswell? (Jerry Orbach, USA 2000)[33]
- Roswell gut – alles gut: 19. Episode der Zeichentrickserie Futurama (USA 2001).[34]
- History Undercover – Roswell: Final Declassification. (History Channel, USA 2005)
- Conspiracy Files: Mystery at Roswell. (USA 2006)
- Secrets of UFOs: Roswell UFO Crash (William Corso, USA 2006)[35]

Anknüpfung
- Geheimsache Hangar 18 (USA 1980)
- Star Trek: Deep Space Nine, Episode Little Green Men (1995)[36]
- Dark Skies – Tödliche Bedrohung: 1. Episode, USA 1996
- The Arrival – Die Ankunft (USA 1996)
- Independence Day (1996) von Roland Emmerich[37]
- Millennium – Fürchte deinen Nächsten wie Dich selbst: 2. Staffel, 21. Episode: Somehow, Satan got behind me (USA 1998)
- Akte X – Die unheimlichen Fälle des FBI: 202. und letzte Folge 2002: Die Wahrheit (Rückkehr nach Roswell).[38]
- American Dad: Danach stürzte Alien Roger angeblich 1947 in Roswell ab und wurde zur Area 51 gebracht.
- Dreamcatcher (Stephen King, USA 2003; Horror)
- Alien Jäger – Mysterium in der Antarktis (USA 2003; Science Fiction)
- (T)Raumschiff Surprise – Periode 1 (Michael Herbig, D 2004, Persiflage)
- The Wild Blue Yonder (Werner Herzog, D 2005, Science Fiction)
- Alien Autopsy – Das All zu Gast bei Freunden (Jonny Campbell, Großbritannien 2006, Komödie um die angebliche Alien-Obduktion in Roswell)
- Indiana Jones und das Königreich des Kristallschädels (Steven Spielberg, USA 2008, Abenteuerfilm)
- Paul – Ein Alien auf der Flucht (Simon Pegg, Nick Frost, GB/US/FR/ES 2011, Komödie)
- Stargate – Kommando SG-1, Episode  Prometheus (06x11)
- Seven Days – Das Tor zur Zeit (USA 1998–2001; Science-Fiction-Serie, deren Handlung darauf basiert, dass aus der Technologie des abgestürzten Raumschiffs eine Zeitmaschine entwickelt wurde)

### Musik
- Roswell (Album) (Marteria, D 2017)
- Roswell 47 auf dem Album Abducted (Hypocrisy, S 1996)
- There's something in Roswell auf dem Album Hell, Fire And Damnation (Saxon, GB 2024)[39]